# Турчин, Томислав
Томислав Турчин (хорв. Tomislav Turčin; 31 мая 1997 года, Винковци, Хорватия) — хорватский футболист, играющий на позиции полузащитника. Ныне выступает за хорватский клуб «Риека».

## Клубная карьера
Томислав — воспитанник всех школ Винковци. Будучи ребёнком, он то уходил, то возвращался в академию «Цибалии», которую в итоге и закончил в 2014 году. В том же году стал привлекаться к тренировкам с основной командой. 28 февраля он дебютировал за команду в поединке второй хорватской лиги против «Рудеша». Всего в чемпионате 2014/2015 и первой половине сезона 2015/2016 он провёл за «Цибалию» 24 матча, в которых единожды отличился
В конце октября 2015 года Томислав пришёл к соглашению с футбольным клубом «Риека», и в январе 2016 подписал с ним трёхлетний контракт, однако тут же был отдан до конца сезона в аренду обратно в «Цибалию», где провёл ещё три игры.
Перед сезоном 2015/2016 Томислав вернулся в расположение «Риеки» и отправился вместе с коллективом на сборы.

## Карьера в сборной
Турчин заигран за сборную Хорватии до 19 лет, провёл за неё пять матчей.